# 韓嶋裟婆
韓嶋 裟婆（からしま の さば）は、飛鳥時代の豪族。姓は勝（すぐり）。

## 概要
韓嶋（辛嶋、辛島）勝氏は、豊前国宇佐郡辛島郷（現在の大分県宇佐市辛島）を本拠地とした氏族で、一般に渡来系氏族とされる。
辛島からは、百済系の軒丸瓦を出土する法鏡寺廃寺跡が存在し、一族の氏寺であったことが想像される。大神氏・宇佐氏とともに宇佐八幡宮神職団を形成していた。『八幡宇佐御託宣集』には、禰宜や祝となった一族の名前が記されている。

## 史料
韓嶋裟婆は、『日本書紀』巻第二十七の天智天皇十年十一月（671年）の記述にのみ、登場する。これと関連して、唐人の計る所を大和政権に報告すべく、大伴部博麻が自身の身を売って、衣食費を捻出し、主人たち4名を帰国させているが、薩野馬（薩夜麻）以外の人員が異なっている。このメンバーには、（日唐の混血とされる）弓削元実児（ゆげ の もとさねこ）が加わっている。しかし、みな死んだのか拒否されたのか日本に上陸した記録はない。